# LocalTalk
LocalTalk es una implementación particular de la capa física del sistema de redes AppleTalk de los ordenadores de la empresa Apple Inc.. LocalTalk se basa en un sistema de cable de par trenzado y un transceptor funcionando todo ello a una velocidad de 230'4 kbit/s.

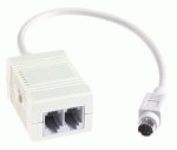
Transceptor LocalTalk.

## Funcionamiento

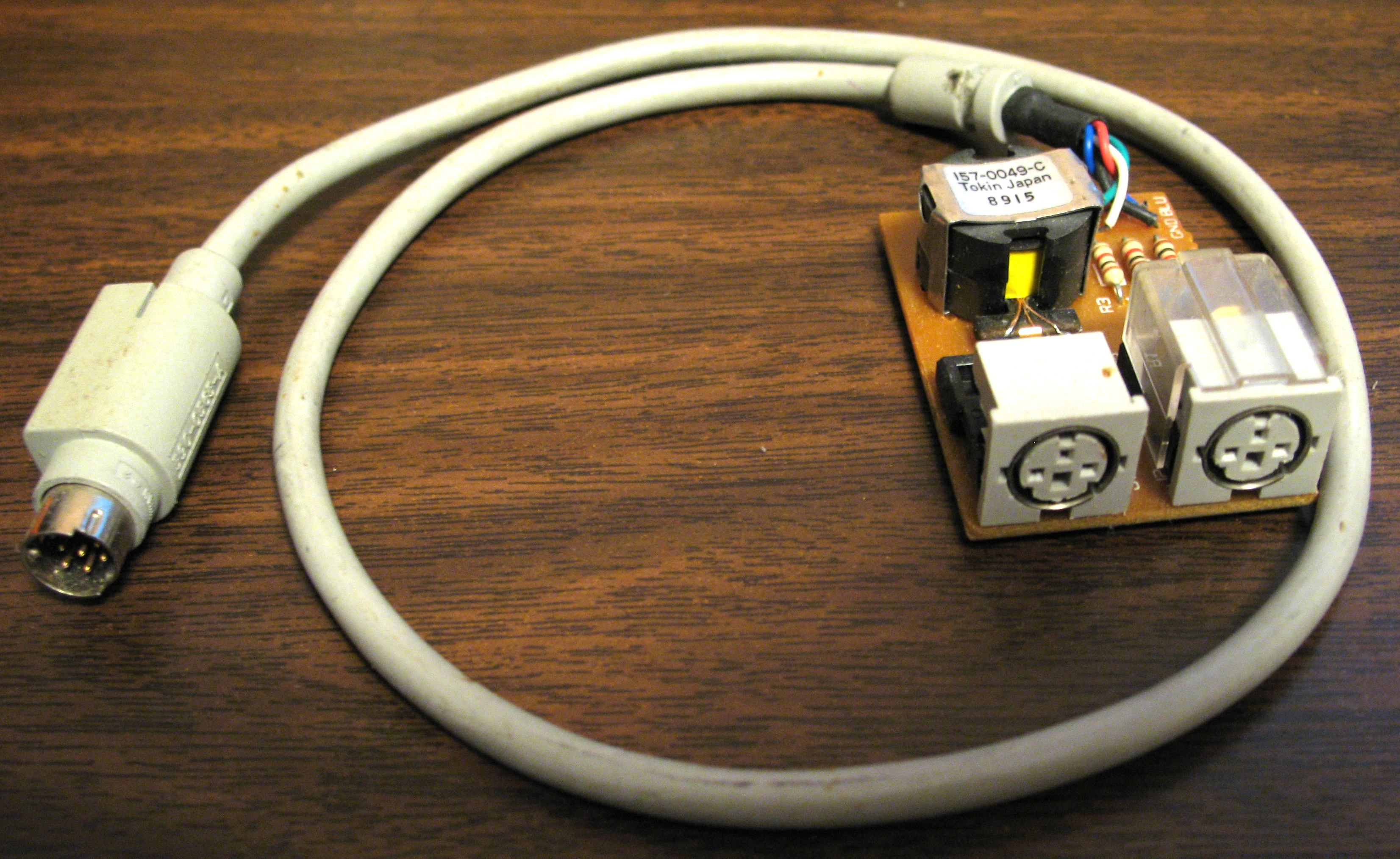
Vista interior de la caja Apple LocalTalk.

Los Mac estaban formados por un conjunto de puertos series multimodo muy caros (RS-232/RS-422). El puerto estaba conducido por el Zilog SCC que podía atender tanto a un estándar UART como manejar el protocolo HDLC, mucho más complicado y el cual incorporaba un sistema de localización y compresión de bits dentro del propio hardware. Acoplado junto con las conexiones eléctricas tipo RS-422, ofrecían una más que razonable velocidad de conexión.
Originalmente presentado como AppleTalk Personal Network, LocalTalk usaba cable de par trenzado con conector mini-DIN de 3 pines. Los cables conectaban los distintos transceptores siguiendo el sistema daisy chain. Cada transceptor tenía 2 puertos tipo Mini-DIN de 3 pines y un cable para conectarlo al adaptador en serie DE-9 de los Mac. Más tarde, cuando el Macintosh Plus introdujo el adaptador en serie tipo Mini-DIN de 8 pines, los transceptores se adecuaron a él.

## Alternativas

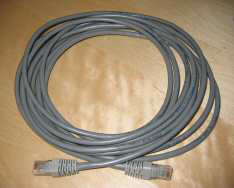
Cable de par trenzado utilizado en instalaciones 10BASE-T.

Una variación de LocalTalk llamada PhoneNet fue introducida por Farallon Computing. Utilizaba un cable de par trenzado con conectores modulares de 6 posiciones (usados también en los conocidos conectores de teléfono RJ11) conectado a un transceptor PhoneNet, en lugar del cable de par trenzado simple usado en LocalTalk que era mucho más caro. Además, para reducir costes, el sistema de cableado de PhoneNet estaba preparado para las desconexiones accidentales una vez que estas conexiones se iban haciendo más grandes y complejas. Debido a que se usaba el par exterior del conector modular, se podía transmitir información a través de muchos cables preexistentes donde el par interior estaba en uso por el servicio de telefonía RJ11. PhoneNet era capaz también de aprovechar un cable de teléfono existente en una oficina, permitiendo conectar ordenadores de distintas plantas dentro de un edificio. Farallon introdujo un hub de 12 puertos con el cual se podía construir una red de hasta 48 dispositivos mediante unas conexiones muy simples.
Estos factores llevaron a PhoneNet a superar ampliamente a LocalTalk en lo que a costes se refiere.
La difusión de la red Ethernet a principios de los 90, llevó a la rápida desaparición tanto de LocalTalk como de PhoneNet.

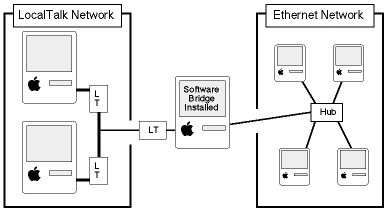
Puente entre LocalTalk y Ethernet.

Se siguieron utilizando en algunas aplicaciones de bajo coste pero a medida que Ethernet se fue haciendo más universal, la mayoría de los PC de oficina lo fueron instalando. Los modelos modernos de Power Macintosh y Macintosh Quadra soportan 10BASE-T por medio del Apple Attachment Unit Interface además de seguir ofreciendo soporte para la red LocalTalk.

## Últimos hechos
Con el estreno del iMac en 1998, el puerto en serie tradicional de Mac desapareció (y de este modo la capacidad de utilizar tanto LocalTalk como PhoneNet) de los nuevos modelos de Macintosh. Se introdujeron puentes entre LocalTalk y Ethernet para permitir que dispositivos viejos funcionasen en otros más nuevos. Para ordenadores Macintosh muy viejos, LocalTalk sigue siendo la única opción.